# Fred Ford
Pour les articles homonymes, voir Ford (homonymie).
Fred Ford est un programmeur de jeu vidéo, actif à partir de 1990.
Ford est connu pour être le cocréateur avec Paul Reiche III de l'univers de Star Control.
Ford était chargé de la programmation tandis que Paul Reiche III s'occupait de l'histoire et de la conception du jeu.
Ford est actuellement le programmeur principal de la société de jeux vidéo Toys for Bob.

## Liste de jeux
| Date | Nom du jeu                           | Fonction occupée   |
| ---- | ------------------------------------ | ------------------ |
| 1990 | Star Control                         | Assistant director |
| 1991 | ToeJam and Earl                      | -                  |
| 1992 | Star Control 2                       | -                  |
| 1994 | The Horde (en)                       | -                  |
| 1994 | Archon Ultra                         | -                  |
| 1994 | Alien Logic                          | -                  |
| 1996 | Pandemonium!                         | Lead Programmer    |
| 1997 | Pandemonium 2                        | -                  |
| 1998 | The Unholy War                       | -                  |
| 1998 | Silencer (en)                        | -                  |
| 2000 | Les 102 Dalmatiens à la rescousse !  | -                  |
| 2002 | Strange Adventures in Infinite Space | -                  |
| 2003 | Disney's Extreme Skate Adventure     | -                  |
| 2005 | Madagascar                           | -                  |